# Louise de Savoie (bienheureuse)
Pour les articles homonymes, voir Louise de Savoie (homonymie) et Sainte Louise.
La bienheureuse Louise de Savoie ou Loyse de Savoie, née en 1462 probablement à Bourg-en-Bresse (France) et morte le 24 juillet 1503 à Orbe (Suisse),  est une princesse de la maison de Savoie devenue religieuse clarisse. 
Béatifiée le 12 août 1839 par Grégoire XVI et est fêtée le 24 juillet de chaque année.

## Biographie
La princesse Louise est l'une des filles du bienheureux Amédée IX, duc de Savoie et de Yolande de France (sœur du roi Louis XI),. Elle naît le 28 décembre 1462, probablement à Bourg-en-Bresse. Elle désire devenir religieuse.
Cependant son oncle le roi de France lui fait épouser Hugues de Chalon-Arlay, seigneur de Château-Guyon, le plus jeune des fils de Louis II de Chalon-Arlay, prince d'Orange, le 24 août 1479. Le roi Louis XI en personne la mène jusqu'à Dijon. Elle vit chrétiennement avec son mari à Nozeroy dans leur propriété du Jura, avec un soin particulier pour les pauvres, pour lesquels elle file elle-même la laine.
Devenue veuve en 1490, sur les conseils du père Perrin, la princesse entre au couvent de Sainte-Claire d'Orbe, dans le pays de Vaud. Selon Catherine de Saulx, elle y mène une vie religieuse exemplaire. Elle écrit des méditations et un traité monastique, qui n'ont pas été conservés. Elle est souvent malade, et meurt en 1503. Elle est dans un premier temps inhumée à Orbe.
Après sa mort, les sœurs auraient senti un parfum intense de fleurs là où elle avait l'habitude de prier. Son corps est transféré en 1531 à Nozeroy, dans le couvent des cordeliers. Elle est béatifiée par Grégoire XVI en 1839, en même temps qu'un autre membre de la maison de Savoie, Boniface de Savoie († 1270). L'année suivante, sa châsse est déposée à côté de celle de son père Amédée, dans la chapelle royale de Savoie, à Turin. Dans les années 1950, une partie de ses reliques sont ramenées à Orbe et sont exposées dans une châsse de verre et de bronze.
La bienheureuse Louise de Savoie est fêtée le 24 juillet.